# Pengin Dani
Pengin Dani (Transkription von japanisch ペンギン谷 ‚Pinguintal‘) ist ein nach Norden ausgerichtetes Tal an der Kronprinz-Olav-Küste des ostantarktischen Königin-Maud-Lands. Es liegt im Omega-nisi Iwa.
Japanische Wissenschaftler benannten es 1979 nach einer hier ansässigen Pinguinkolonie.